# 加拿大塘

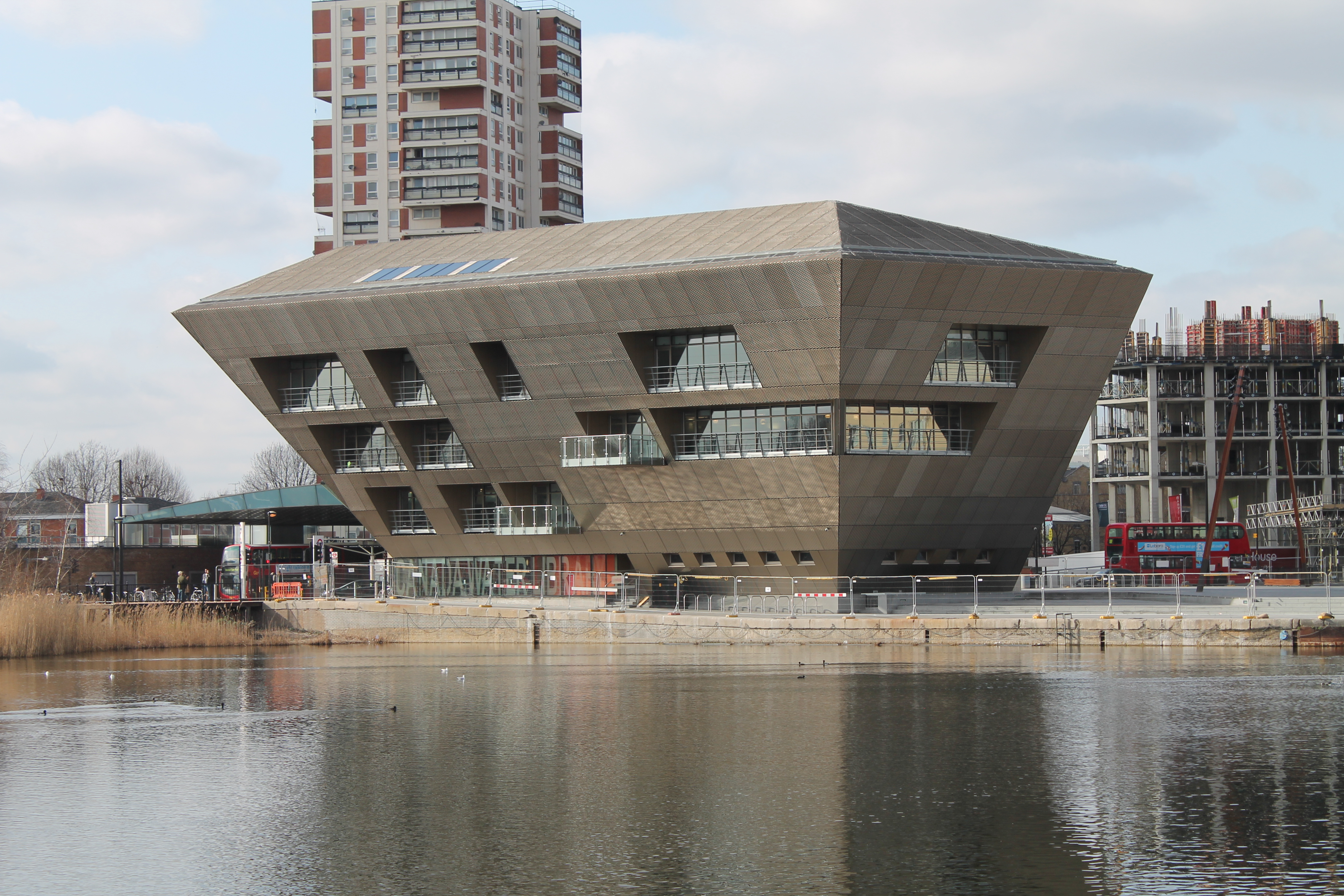
加拿大塘圖書館

加拿大塘（Canada Water）是倫敦碼頭區的一個地區，位於倫敦東南部。這一地區得名於淡水湖，加拿大塘站位於這一湖的北側。

## 外部連結
- Canada Water Redevelopment promotional website
- Canada Water Consultative Forum & Canada Water Campaign （页面存档备份，存于）

51°29′49.31″N 0°2′53.71″W / 51.4970306°N 0.0482528°W